# Malcolm Boyd (Priester)

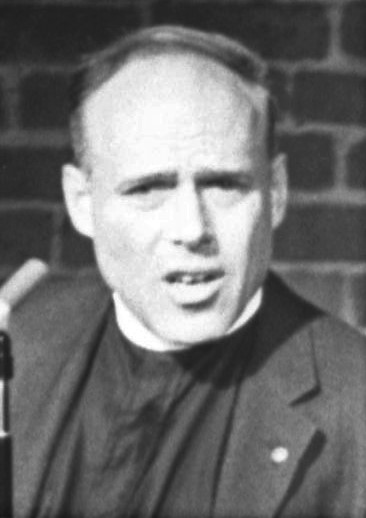
Malcolm Boyd (1966)

Malcolm Boyd (* 8. Juni 1923 in Buffalo, New York; † 27. Februar 2015 in Los Angeles) war ein US-amerikanischer Autor und anglikanischer Priester in der Episkopalkirche der Vereinigten Staaten von Amerika.

## Leben
Nach seiner Schulzeit war Boyd zunächst in der Filmbranche tätig. Er wurde Präsident der Organisation Television Producers Association of Hollywood. Boyd verließ 1951 die Filmindustrie und studierte anglikanische Theologie. 1955 wurde Boyd als anglikanischer Priester ordiniert und war danach viele Jahre als Priester in anglikanischen Kirchengemeinden tätig. In den 1960er Jahren erhielt Boyd den Beinamen „Espresso-Priester“ aufgrund seiner religiös orientierten Gedichtevorlesungen im San Franciscoer Nachtclub hungry i.  Im weiteren Verlauf seines Lebens wurde Boyd einer der bekannteren weißen Pfarrer, der an der US-Bürgerrechtsbewegung teilnahm.  Als er 1977 sein Coming-out hatte, war er der bisher prominenteste offen schwule Theologe in den USA.
Im Laufe seines Lebens schrieb Boyd über 30 Bücher, die insbesondere LGBT-Themen und Religion betreffen. Boyd lebte mit seinem Lebenspartner Mark Thompson in Los Angeles zusammen. Boyd war im Vorstand des White Crane Institut tätig. Das Institut gibt das LGBT-Magazin White Crane heraus.

## Werke (Auswahl)
Boyd als Autor:
- Crisis in Communication (Doubleday, 1957)
- Christ and Celebrity Gods (Seabury, 1958)
- Focus: Rethinking the Meaning of Our Evangelism (Morehouse-Barlow, 1960)
- If I Go Down to Hell (Morehouse-Barlow, 1962)
- The Hunger, the Thirst (Morehouse-Barlow, 1964)
- Are You Running with Me, Jesus? (Holt, Rinehart & Winston, 1965)
- Free to Live, Free to Die (Holt, Rinehart & Winston, 1967)
- Malcolm Boyd's Book of Days (Random House, 1968)
- The Fantasy Worlds of Peter Stone and Other Fables (Harper & Row, 1969)
- As I Live and Breathe (Random House, 1969)
- My Fellow Americans (Holt, Rinehart & Winston, 1970)
- Human Like Me, Jesus (Simon and Schuster, 1971)
- The Lover (Word Books, 1972)
- The Runner (Word Books, 1974)
- The Alleluia Affair (Word Books, 1975)
- Christian: Its Meanings in an Age of Future Shock (Hawthorn, 1975)
- Am I Running with You, God? (Doubleday, 1977)
- Take Off the Masks (Doubleday, 1978; überarbeitet HarperCollins 1993, White Crane Books 2008)
- Look Back in Joy (Gay Sunshine Press, 1981; überarbeitet Alyson Books, 1990)
- Half Laughing, Half Crying (St. Martin’s Press, 1986)
- Gay Priest: An Inner Journey (St. Martin’s Press, 1986)
- Edges, Boundaries and Connections (Broken Moon Press, 1992)
- Rich with Years: Daily Meditations on Growing Older (HarperCollins, 1994)
- Go Gentle Into That Good Night (Genesis Press, 1998)
- Simple Grace: A Mentor’s Guide to Growing Older (Westminster John Knox, 2001)
- Prayers for the Later Years (Augsburg, 2002)
- A Prophet in His Own Land: The Malcolm Boyd Reader (editiert von Bo Young/Dan Vera White Crane Books, 2008)

Boyd als Herausgeber:
- On the Battle Lines: A Manifesto for Our Times, (Morehouse-Barlow, 1964)
- The Underground Church (Sheed & Ward, 1968)
- When in the Course of Human Events (gemeinsam mit Paul Conrad, Sheed & Ward, 1973)
- Amazing Grace: Stories of Lesbian and Gay Faith (gemeinsam mit Nancy L. Wilson, Crossing Press, 1991)
- Race & Prayer: Collected Voices, Many Dreams (gemeinsam mit Chester Talton, Morehouse, 2003)
- In Times Like These…How We Pray (gemeinsam mit J. Jon Bruno, Seabury, 2005)